# Saulieu
Saulieu è un comune francese di 2 324 abitanti situato nel dipartimento della Côte-d'Or nella regione della Borgogna-Franca Contea.

## Storia

### Simboli
Nel 1595 Enrico IV concesse a Saulieu lo stemma e il motto latino His lilia tuebimur armis.

## Monumenti e luoghi d'interesse
Vi si trova la basilica di Sant'Andochio, chiesa cattolica costruita in stile romanico.

## Società

### Evoluzione demografica
Abitanti censiti